# Rennrodel-Europameisterschaften 2018
Die 49. Rennrodel-Europameisterschaften wurden am 27. und 28. Januar 2018 im Rahmen des 9. Weltcuprennens der Saison 2017/18 in Sigulda, Lettland ausgetragen. Die von der Fédération Internationale de Luge de Course organisierten kontinentalen Titelkämpfe fanden nach 1996, 2010 und 2014 zum vierten Mal in Sigulda statt. Es gab Wettbewerbe in den Einsitzern für Männer und Frauen, dem Doppelsitzer sowie in der Disziplin der Teamstaffel. Abgesehen vom letzten Wettbewerb wurden alle Wettbewerbe in zwei Läufen entschieden.

## Titelverteidiger
Bei den vergangenen Europameisterschaften 2017 auf der Kombinierten Kunsteisbahn am Königssee siegten Natalie Geisenberger, die bereits vor dem diesen letzten Weltcuprennen der Saison 2017/18 als Weltcupgesamtsiegerin feststand, im Frauen-Einsitzer, Semjon Pawlitschenko im Männer-Einsitzer, das Doppelsitzerpaar Tobias Wendl und Tobias Arlt sowie die Teamstaffel Deutschlands in der Besetzung Natalie Geisenberger, Ralf Palik und Tobias Wendl/Tobias Arlt.

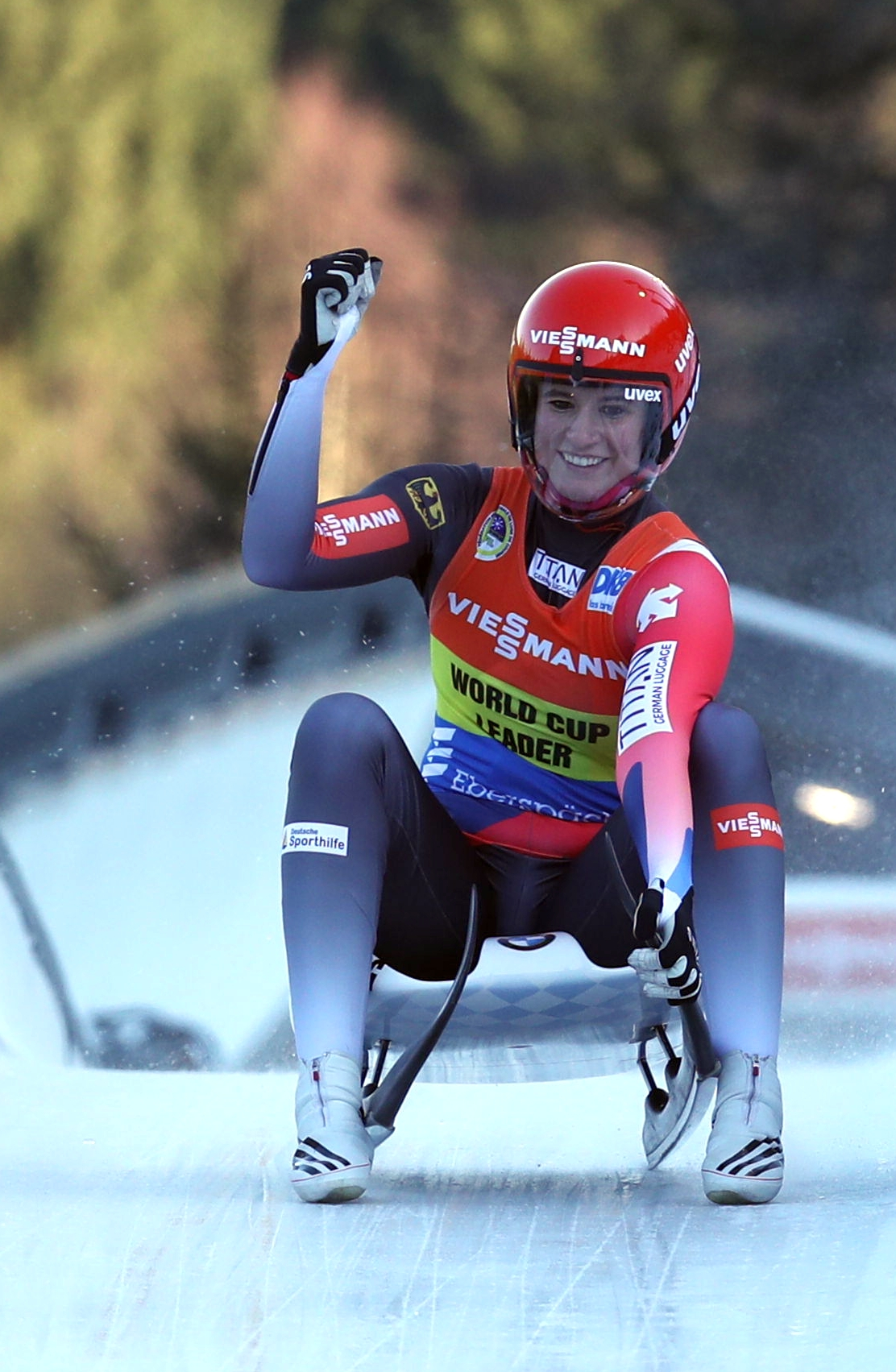
Natalie Geisenberger
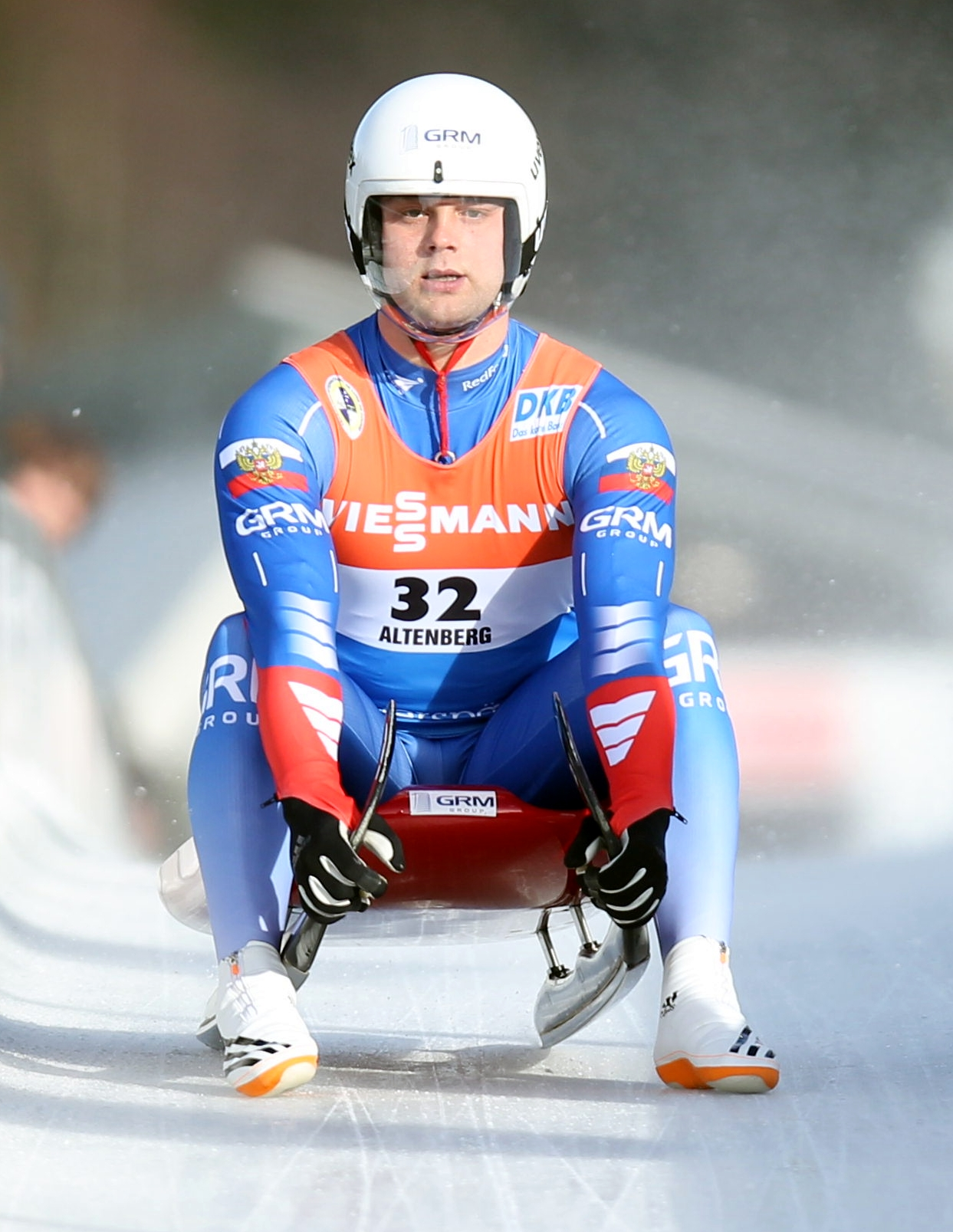
Semjon Pawlitschenko
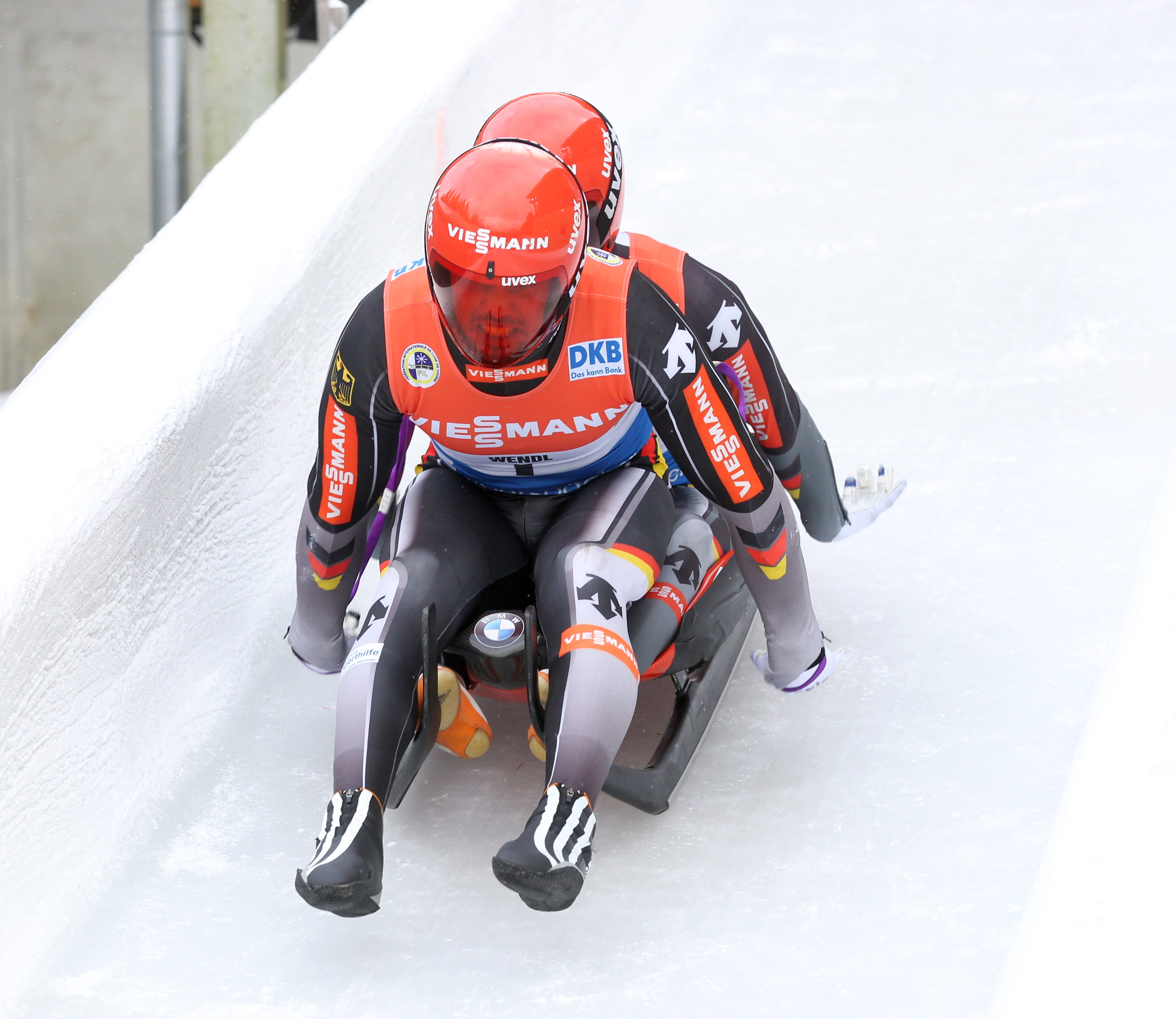
Tobias Wendl/Tobias Arlt
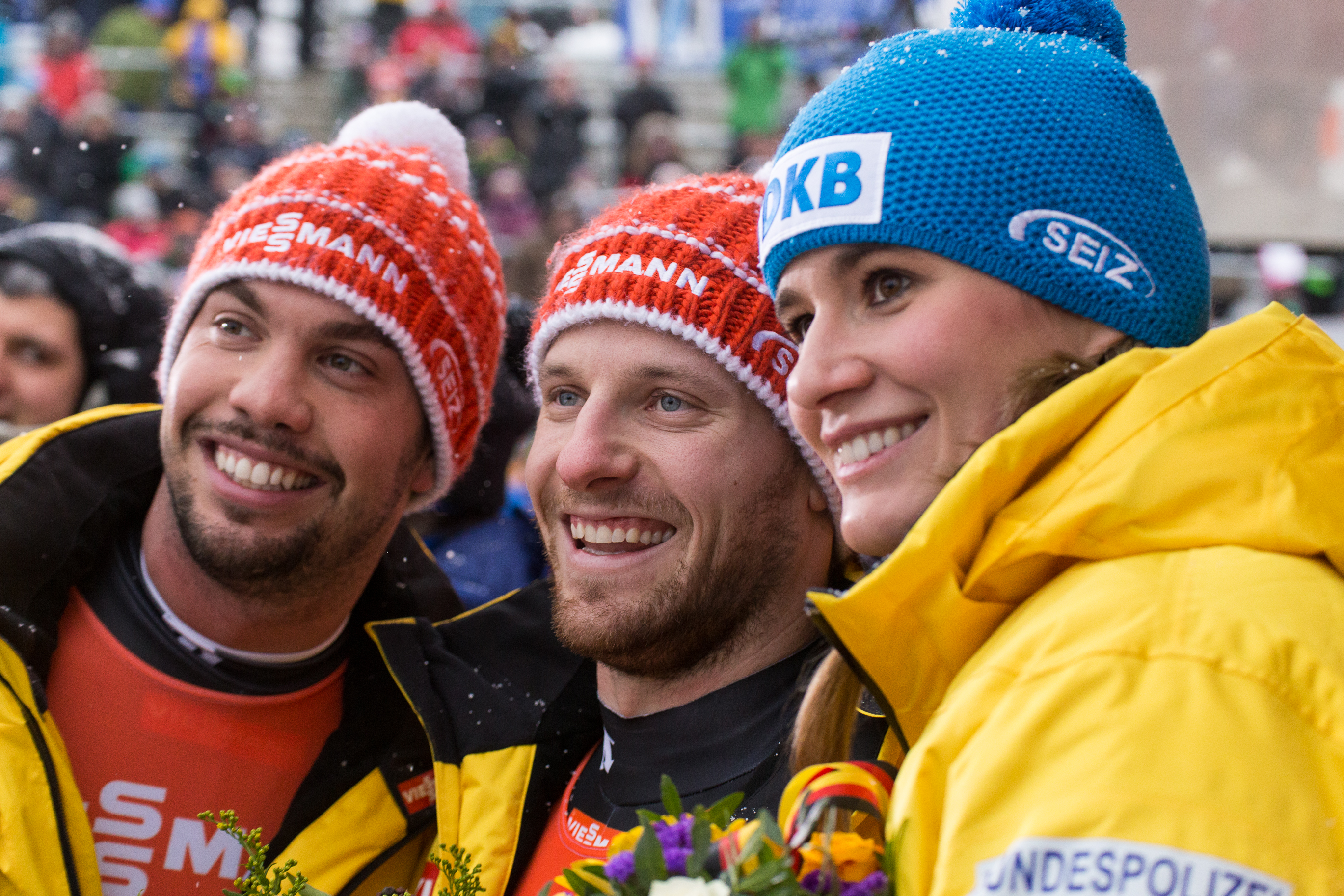
Tobias Wendl, Tobias Arlt, Natalie Geisenberger
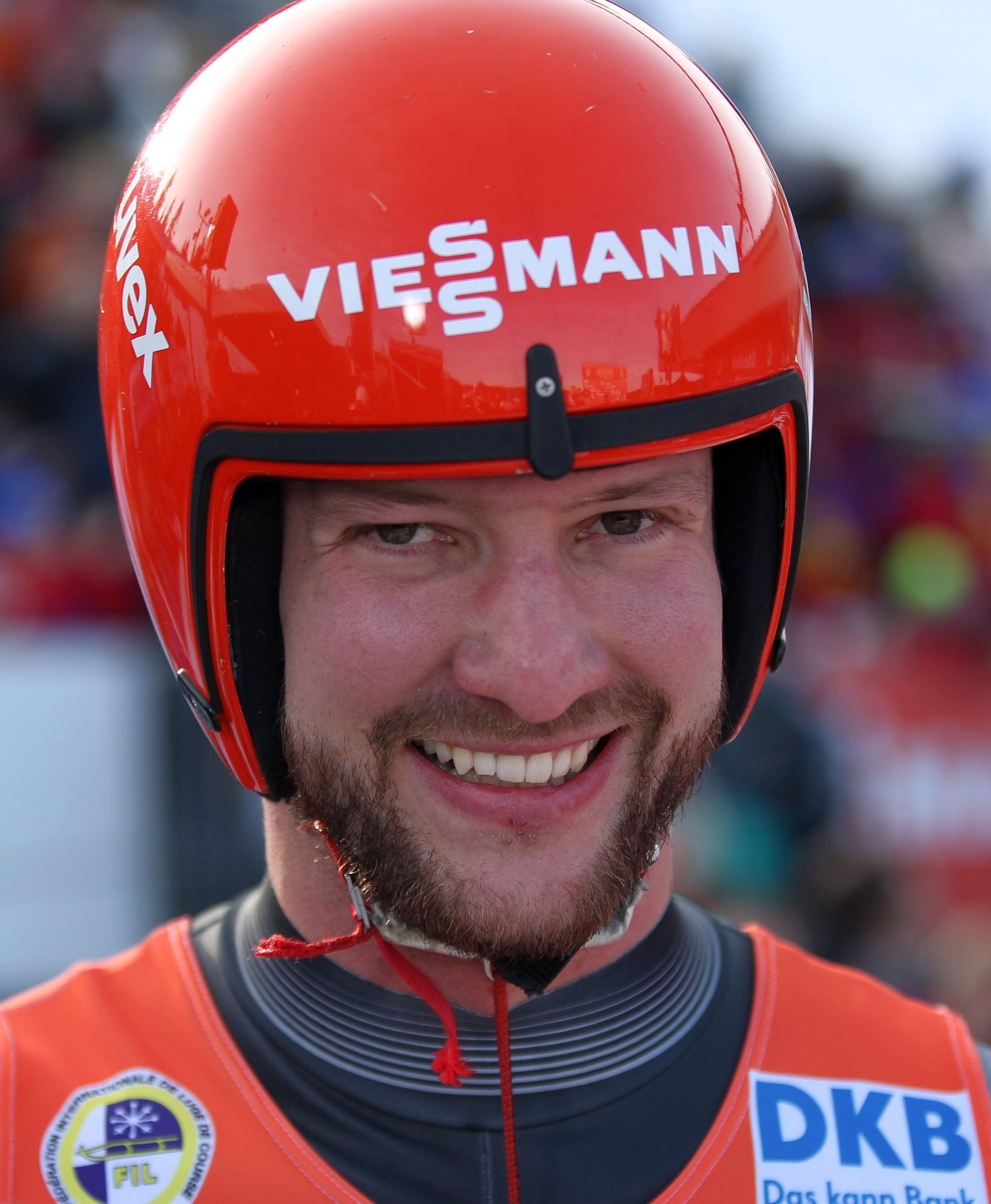
Ralf Palik

## Einsitzer der Frauen

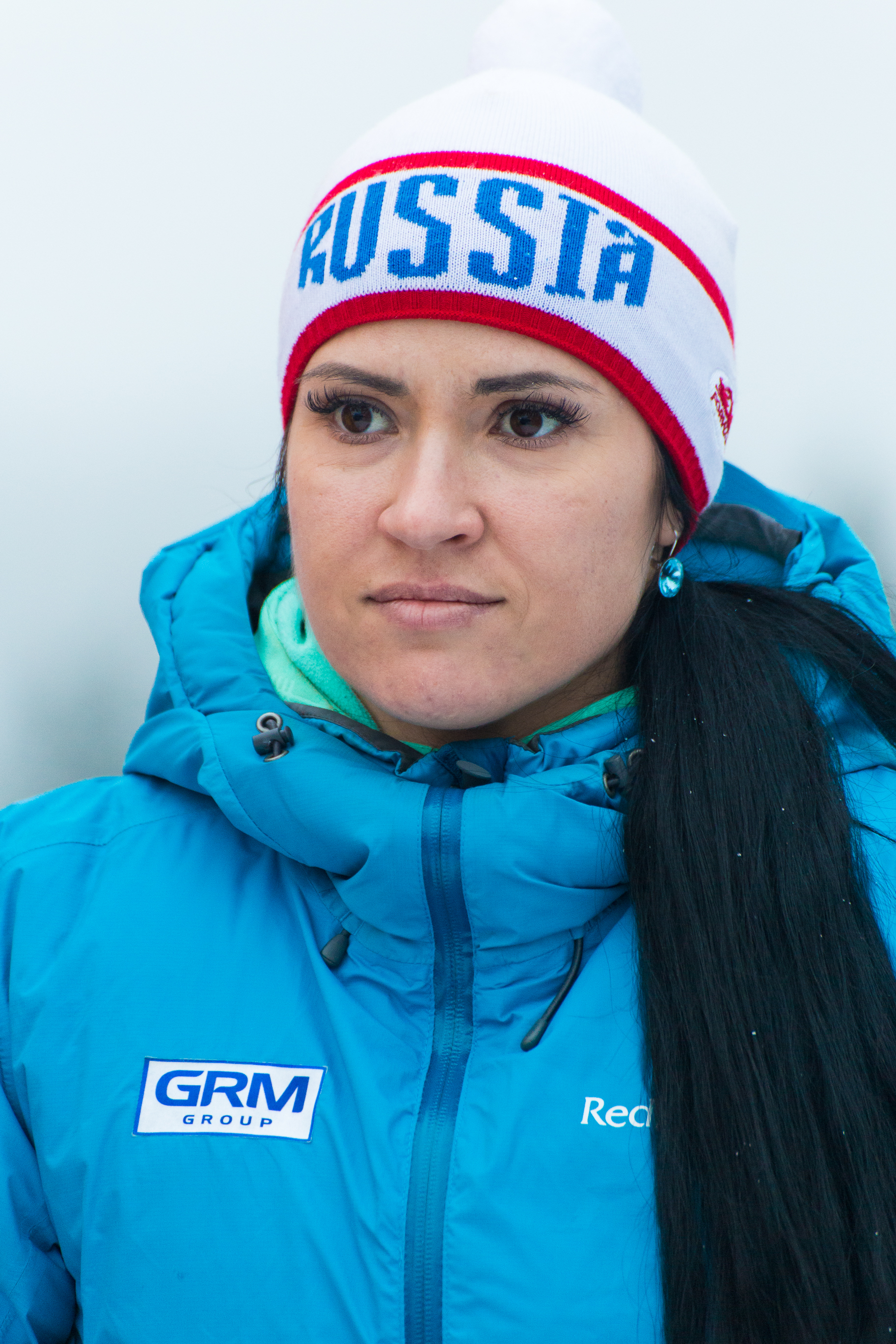
Tatjana Iwanowa, Europameisterin

| Platz | Sportlerin           | Laufzeiten        | Zeit             |
| ----- | -------------------- | ----------------- | ---------------- |
| 01    | Tatjana Iwanowa      | 42,047 s 41,942 s | 1:23,989 Minuten |
| 02    | Natalie Geisenberger | 42,064 s 42,012 s | 1:+0,087 s       |
| 03    | Sandra Robatscher    | 42,172 s 42,188 s | 1:+0,371 s       |
| 04    | Dajana Eitberger     | 42,234 s 42,190 s | 1:+0,435 s       |
| 05    | Kendija Aparjode     | 42,286 s 42,187 s | 1:+0,484 s       |
| 06    | Julia Taubitz        | 42,286 s 42,252 s | 1:+0,549 s       |
| 07    | Elīza Cauce          | 42,295 s 42,299 s | 1:+0,605 s       |
| 08    | Andrea Vötter        | 42,485 s 42,122 s | 1:+0,618 s       |
| 09    | Ulla Zirne           | 42,288 s 42,359 s | 1:+0,658 s       |
| 10    | Martina Kocher       | 42,478 s 42,357 s | 1:+0,846 s       |
| 11    | Ewa Kuls-Kusyk       | 42,484 s 42,554 s | 1:+1,049 s       |
| 12    | Natalia Wojtuściszyn | 42,638 s 42,698 s | 1:+1,347 s       |
| 13    | Natalie Maag         | 42,717 s 42,755 s | 1:+1,483 s       |
| 14    | Madeleine Egle       | 42,144 s 43,711 s | 1:+1,866 s       |
| 15    | Hannah Prock         |                   |                  |
| 16    | Olena Stezkiw        |                   |                  |
| 17    | Jekaterina Baturina  |                   |                  |
| 18    | Katarína Šimoňáková  |                   |                  |
| 19    | Raluca Strămăturaru  |                   |                  |
| 20    | Tereza Nosková       |                   |                  |
| 21    | Margot Boch          |                   |                  |
| 22    | Zelma Bite           |                   |                  |
| DNF   | Birgit Platzer       |                   |                  |
| DNF   | Tatjana Hüfner       |                   |                  |
| DNF   | Jekaterina Katnikowa |                   |                  |

Datum: 27. Januar
Im Einsitzer der Frauen waren 25 Starterinnen gemeldet, 17 waren für den Wertungslauf qualifiziert. 8 gemeldeten Starterinnen gelang es nicht, sich im Nationencup für das Weltcuprennen und somit den Europameisterschaftswertungslauf zu qualifizieren. Sie wurden anhand der Reihenfolge im Nationencup auf die Plätze 15 bis 22 gewertet. Drei Starterinnen, darunter Weltmeisterin Tatjana Hüfner, Birgit Platzer und Jekaterina Katnikowa stürzten und kamen nicht ins Ziel, weshalb sie nicht gewertet werden konnten. Den Europameisterschaftstitel sicherte sich die Russin Tatjana Iwanowa vor der deutschen Gesamtweltcupsiegerin der Saison 2017/18 und Titelverteidigerin Natalie Geisenberger und der Italienerin Sandra Robatscher. Iwanowa, die auch das Weltcuprennen vor Geisenberger und Robatscher gewann, sicherte sich damit nach 2010 und 2012 ihr dritter Europameisterschaftstitel. Robatscher gewann ihre erste Medaille im Erwachsenenbereich und holte ebenso ihren ersten Podiumsplatz bei einem Einsitzer-Weltcuprennen. Auf den weiteren Plätzen folgten die Dajana Eitberger (4.), die lettische Lokalmatadorin Kendija Aparjode (5.) und Julia Taubitz (6.). Dem lettischen Team gelang es auf der Heimbahn mit allen drei Starterinnen unter die Top 10 zu fahren: Elīza Cauce fuhr auf Rang 7, Ulla Zirne auf Rang 9.

## Einsitzer der Männer

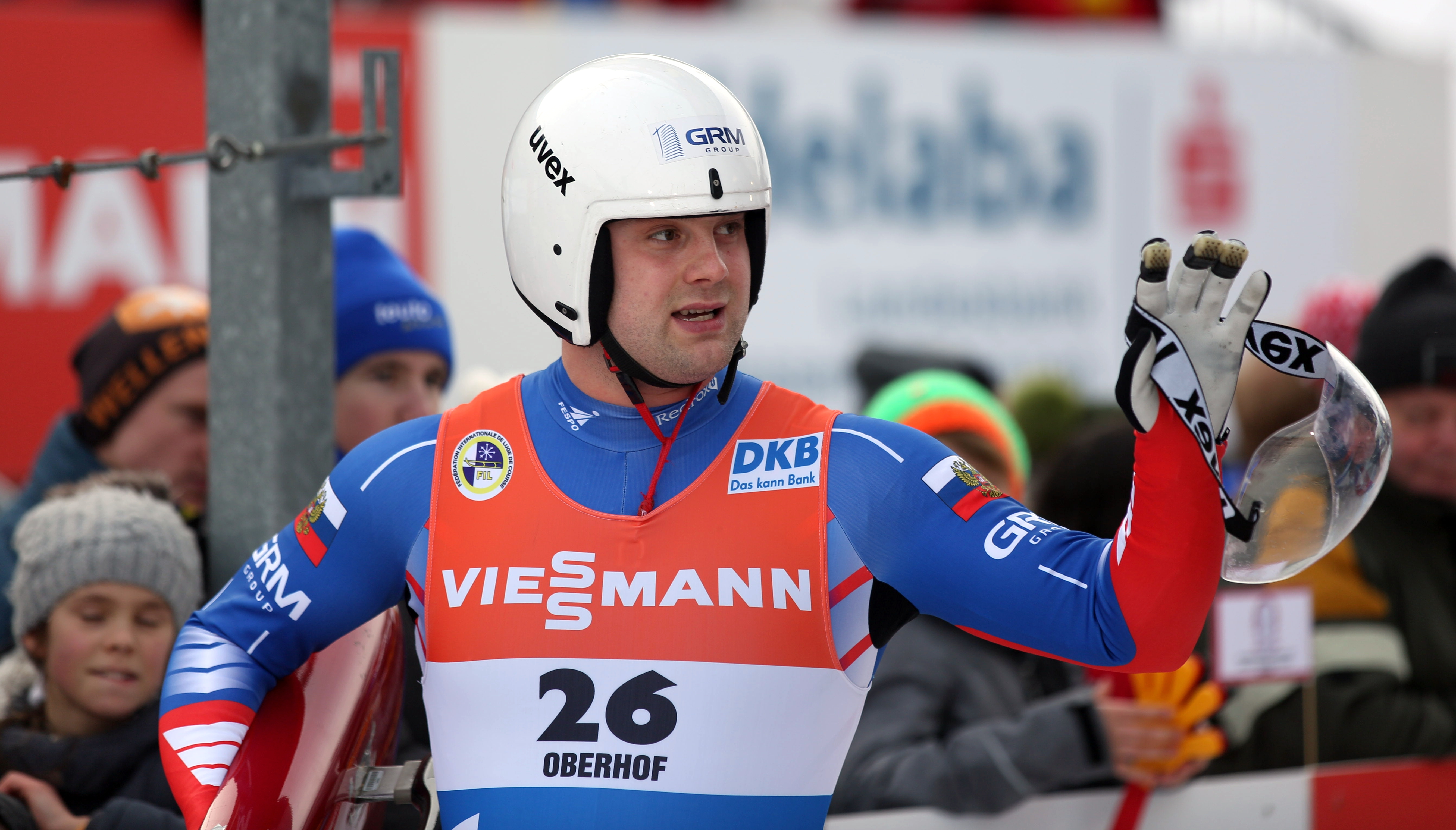
Semjon Pawlitschenko, Europameister

| Platz | Sportler                | Laufzeiten        | Zeit             |
| ----- | ----------------------- | ----------------- | ---------------- |
| 01    | Semjon Pawlitschenko    | 48,271 s 48,487 s | 1:36,758 Minuten |
| 02    | Felix Loch              | 48,405 s 48,364 s | 1:+0,011 s       |
| 03    | Roman Repilow           | 48,410 s 48,451 s | 1:+0,112 s       |
| 04    | Inārs Kivlenieks        | 48,456 s 48,451 s | 1:+0,149 s       |
| 05    | Wolfgang Kindl          | 48,680 s 48,364 s | 1:+0,286 s       |
| 06    | Jozef Ninis             | 48,726 s 48,333 s | 1:+0,301 s       |
| 07    | Johannes Ludwig         | 48,590 s 48,481 s | 1:+0,313 s       |
| 08    | Kristers Aparjods       | 48,541 s 48,557 s | 1:+0,325 s       |
| 09    | Artūrs Dārznieks        | 48,541 s 48,608 s | 1:+0,391 s       |
| 10    | David Gleirscher        | 48,767 s 48,424 s | 1:+0,433 s       |
| 11    | Stepan Fjodorow         | 48,689 s 48,524 s | 1:+0,455 s       |
| 12    | Ralf Palik              | 48,716 s 48,520 s | 1:+0,478 s       |
| 13    | Kevin Fischnaller       | 48,626 s 48,678 s | 1:+0,546 s       |
| 14    | Andi Langenhan          | 48,845 s 48,460 s | 1:+0,547 s       |
| 15    | Armin Frauscher         | 48,862 s 48,491 s | 1:+0,595 s       |
| 16    | Maxim Arawin            | 48,623 s 48,771 s | 1:+0,636 s       |
| 17    | Kristaps Mauriņš        | 48,790 s 48,632 s | 1:+0,664 s       |
| 18    | Ondřej Hyman            | 48,721 s 48,806 s | 1:+0,769 s       |
| 19    | Andrij Mandsij          | 48,674 s 48,869 s | 1:+0,785 s       |
| 20    | Emanuel Rieder          | 48,835 s 48,733 s | 1:+0,810 s       |
| 21    | Maciej Kurowski         | 48,852 s 48,844 s | 1:+0,938 s       |
| 22    | Nico Gleirscher         | 48,995 s 48,793 s | 1:+1,030 s       |
| 23    | Anton Dukatsch          | 48,886 s 48,986 s | 1:+1,114 s       |
| 24    | Mateusz Paweł Sochowicz |                   |                  |
| 25    | Jakub Šimoňák           |                   |                  |
| 26    | Valentin Crețu          |                   |                  |
| 27    | Giorgi Sogoiani         |                   |                  |
| 28    | Pawel Angelow           |                   |                  |
| 29    | Adrien Joao Maitre      |                   |                  |
| 30    | Žiga Biruš              |                   |                  |
| DNS   | Dominik Fischnaller     |                   |                  |

Datum: 28. Januar
Für den Europameisterschaftswettbewerb im Einsitzer der Männer waren 31 Starter gemeldet, von denen sich 24 für das Race-in-Race-Weltcupwertungsrennen qualifizierten und 23 zu diesem auch antraten. Einzig der Italiener Dominik Fischnaller startete nicht. Die 7 gemeldeten, aber nicht über den Nationencup für das Wertunsgrennen qualifizierten Starter wurden in der Ergebnisreihenfolge des Nationencups gewertet. Den Europameisterschaftstitel sicherte sich der russische Titelverteidiger Semjon Pawlitschenko vor dem Weltcupführenden Felix Loch aus Deutschland und seinem Teamkollegen Roman Repilow. Diese Reihenfolge entsprach auch dem Podium des gleichzeitigen Weltcuprennens. Weltmeister Wolfgang Kindl wurde hinter dem Letten Inārs Kivlenieks Fünfter. Auf die weiteren Plätze fuhren der Slowake Jozef Ninis (6.), Johannes Ludwig aus Deutschland (7.), die Letten Kristers Aparjods (8.) und Artūrs Dārznieks (9.) sowie Österreicher David Gleirscher (10.).

## Doppelsitzer

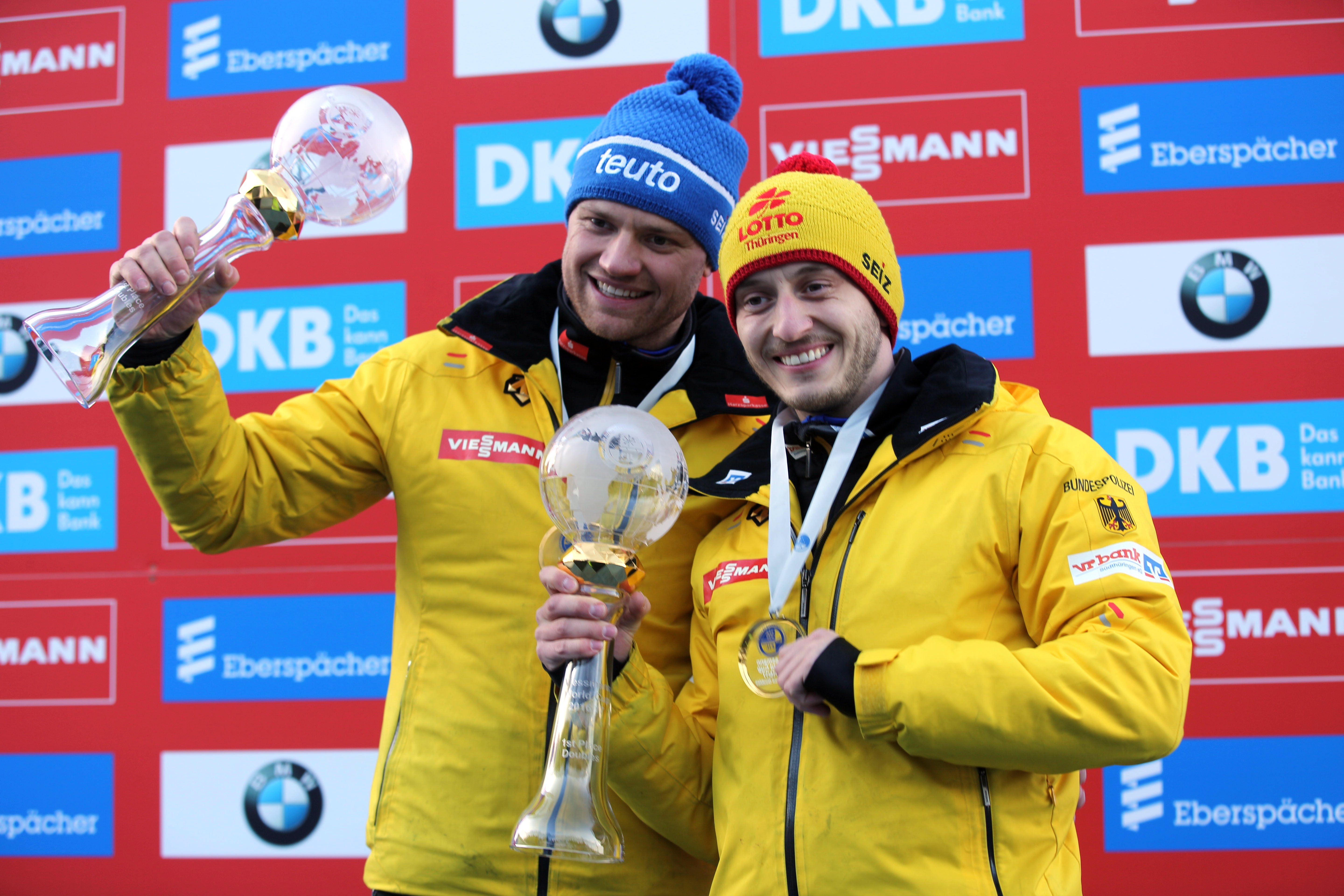
Toni Eggert und Sascha Benecken, Europameister

| Platz | Sportler                               | Laufzeiten        | Zeit             |
| ----- | -------------------------------------- | ----------------- | ---------------- |
| 01    | Toni Eggert/Sascha Benecken            | 41,660 s 41,704 s | 1:23,364 Minuten |
| 02    | Andris Šics/Juris Šics                 | 41,716 s 41,703 s | 1:+0,055 s       |
| 03    | Tobias Wendl/Tobias Arlt               | 41,740 s 41,850 s | 1:+0,226 s       |
| 04    | Oskars Gudramovičs/Pēteris Kalniņš     | 41,947 s 41,825 s | 1:+0,408 s       |
| 05    | Peter Penz/Georg Fischler              | 41,940 s 41,836 s | 1:+0,412 s       |
| 06    | Ludwig Rieder/Patrick Rastner          | 41,989 s 41,931 s | 1:+0,556 s       |
| 07    | Alexander Denissjew/Wladislaw Antonow  | 41,939 s 41,984 s | 1:+0,559 s       |
| 08    | Kristens Putins/Imants Marcinkēvičs    | 42,122 s 41,996 s | 1:+0,754 s       |
| 09    | Ivan Nagler/Fabian Malleier            | 42,209 s 42,021 s | 1:+0,866 s       |
| 10    | Thomas Steu/Lorenz Koller              | 42,080 s 42,194 s | 1:+0,919 s       |
| 11    | Wladislaw Juschakow/Juri Prochorow     | 42,039 s 42,389 s | 1:+1,064 s       |
| 12    | Wojciech Chmielewski/Jakub Kowalewski  | 42,361 s 42,087 s | 1:+1,084 s       |
| 13    | Lukáš Brož/Antonín Brož                | 42,229 s 42,326 s | 1:+1,191 s       |
| 14    | Robin Geueke/David Gamm                | 42,299 s 42,333 s | 1:+1,268 s       |
| 15    | Matěj Kvíčala/Jaromír Kudera           | 42,494 s 42,366 s | 1:+1,496 s       |
| 16    | Andrei Bogdanow/Andrei Medwedew        | 42,814 s 42,063 s | 1:+1,513 s       |
| 17    | Marek Solčanský/Karol Stuchlák         | 42,502 s 42,429 s | 1:+1,567 s       |
| 18    | Oleksandr Obolontschyk/Roman Sacharkiw | 50,524 s 43,166 s | 0+10,326 s       |
| DNS   | Cosmin Atodiresei/Ștefan Musei         |                   |                  |

Datum: 27. Januar
Bei den Doppelsitzern gab es 19 für die Europameisterschaft gemeldete Paare, von denen 18 auch antraten. Das Doppelsitzerpaar Cosmin Atodiresei und Ștefan Musei startete nicht. Den Europameisterschaftstitel sicherten sich, nach 2013 und 2016, zum dritten Mal die Deutschen Toni Eggert und Sascha Benecken. Sie gewannen auch das Race-in-Race ausgetragene Weltcuprennen vor den lettischen Lokalmatadoren Andris und Juris Šics und den Titelverteidigern Tobias Wendl und Tobias Arlt. Auf den weiteren Plätzen folgten die Letten Oskars Gudramovičs/Pēteris Kalniņš sowie die Österreicher Peter Penz/Georg Fischler auf den Plätzen 4 und 5.

## Teamstaffel
| Platz | Sportler                                                                           | Laufzeiten                 | Zeit             |
| ----- | ---------------------------------------------------------------------------------- | -------------------------- | ---------------- |
| 01    | RusslandTatjana Iwanowa Semjon Pawlitschenko Alexander Denissjew Wladislaw Antonow | 43,358 s 44,683 s 45,387 s | 2:13:428 Minuten |
| 02    | DeutschlandNatalie Geisenberger Felix Loch Toni Eggert Sascha Benecken             | 43,318 s 45,152 s 45,109 s | 1:+0,151 s       |
| 03    | LettlandKendija Aparjode Inārs Kivlenieks Andris Šics Juris Šics                   | 43,597 s 44,910 s 45,100 s | 1:+0,179 s       |
| 04    | ItalienAndrea Vötter Emanuel Rieder Patrick Rieder Patrick Rastner                 | 43,599 s 45,118 s 45,273 s | 1:+0,562 s       |
| 05    | ÖsterreichMadeleine Egle Wolfgang Kindl Peter Penz Georg Fischler                  | 43,747 s 44,981 s 45,381 s | 1:+0,681 s       |
| 06    | PolenEwa Kuls-Kusyk Maciej Kurowski Wojciech Chmielewski Jakub Kowalewski          | 44,028 s 45,731 s          | 1:+1,544 s       |
| 07    | UkraineOlena Stezkiw Andrij Mandsij Oleksandr Obolontschyk Roman Sacharkiw         | 44,489 s 45,377 s 46,269 s | 1:+2,707 s       |
| DSQ   | TschechienTereza Nosková Ondřej Hyman Lukáš Brož Antonín Brož                      |                            |                  |
| DSQ   | SlowakeiKatarína Šimoňáková Jozef Ninis Marek Solčanský Karol Stuchlák             |                            |                  |

Datum: 28. Januar
Für den Teamstaffelwettbewerb waren 9 Nationen gemeldet, die auch alle teilnahmen. Die Teamstaffel aus Tschechien und der Slowakei wurden disqualifiziert, weil jeweils das Touchpad im Ziel, welches das Starttor für den nächsten Starter auslöst, nicht getroffen wurde. Es siegte die russische Teamstaffel um Tatjana Iwanowa, Semjon Pawlitschenko und Alexander Denissjew/Wladislaw Antonow vor der titelverteidigenden Teamstaffel aus Deutschland, die in diesem Jahr in der Besetzung Natalie Geisenberger, Felix Loch und Toni Eggert/Sascha Benecken antrat. Auf Rang 3 fuhr die Teamstaffel der Letten in der Besetzung Kendija Aparjode, Inārs Kivlenieks sowie Andris Šics/Juris Šics. Die weiteren Ränge belegten die Teamstaffeln aus Italien (4.), Österreich (5.), Polen (6.) und der Ukraine (7.).

## Medaillenspiegel
| Platz | Land        | Gold | Silber | Bronze | Gesamt |
| ----- | ----------- | ---- | ------ | ------ | ------ |
| 1     | Russland    | 3    | 0      | 1      | 4      |
| 2     | Deutschland | 1    | 3      | 1      | 5      |
| 3     | Lettland    | 0    | 1      | 1      | 2      |
| 4     | Italien     | 0    | 0      | 1      | 1      |